# Au moulin
Au moulin est une nouvelle d’Anton Tchekhov, parue en 1886.

## Historique
Au moulin est initialement publié dans Le Journal de Pétersbourg, no 316, du 17 novembre 1886 sous le pseudonyme A.Tchekhonte. 

## Résumé
Le meunier Alexis Birioukov, une force de la nature, interpelle les moines Kléopas et Diodore qui déchargent des sacs de seigle : « Pourquoi venez-vous pêcher dans ma rivière ? » Ces derniers, habitués à la mauvaise humeur du meunier, ne répondent pas. C'est une punition pour les moines de venir au moulin et de supporter les injures d'Alexis.
Arrive une petite vieille, la mère d’Alexis, qui lui demande de venir en aide à Basile son frère. Ce dernier, un ivrogne notoire, n’a plus les moyens de subvenir aux besoins de ses quatre enfants. Alexis refuse.
Sa mère lui reproche son avarice, ses mauvaises fréquentations, son manque de pitié et, quand elle lui tend un petit pain d’épice en cadeau, Alexis la repousse de la main. Tout le monde est outré par son geste. Pour se faire pardonner, il cherche dans son porte-monnaie et donne à sa mère une pièce de vingt kopeck.

## Édition française
- Au moulin, traduit par Edouard Parayre, Les Éditeurs français réunis, 1958.